# マツダ・CX-50
CX-50（シーエックス・フィフティ）は、マツダが製造・販売するクロスオーバーSUV型の乗用車である。

## 概要
2021年11月16日、北米向けクロスオーバーSUVとして発表された。マツダとトヨタの合弁工場であるマツダ・トヨタ・マニュファクチャリング・U.S.A.（アメリカ・アラバマ州）で生産される初のマツダ車である。2022年1月18日に量産が開始された。中国でも長安マツダが南京工場で生産する。
アメリカでの要望を主に取り入れ、アウトドアやオフロードでの機能を重視して開発された。エンジンはSKYACTIV-G・2.5とSKYACTIV-G・2.5Tを搭載し、全車で四輪駆動が標準仕様となる。高強度のルーフレールや強化されたBピラー等を採用することで、屋根の上に道具を固定する際の使い勝手を向上させている。また、マツダ車としては初めてパノラマサンルーフが設定された。遅れて、トヨタ・A25A-FXSを搭載したハイブリッドモデルが中国で発売され、続いてアメリカでも販売が開始される。
マツダの最新の魂動デザインを導入し、新たなスタイリング表現を生み出すことを目指した。滑らかな長いシルエットとワイドなスタンスを備えており、ダイナミックなプロポーションとした。ターボモデルには、専用エンブレム、大径テールパイプ、LEDテールライト、LEDオートレベリングヘッドライトを備えたアダプティブLEDフロントライトシステムが装備される。
インテリアはすべての乗員に快適さをもたらすようにデザインされており、ドライバーに焦点を合わせたレイアウトを採用した。シートの素材やデザインは、冒険やアクティブなライフスタイルを好む顧客に向けて、居心地の良い雰囲気を演出することを重視したという。カーゴスペースは、アウトドアでのアクティビティを支援するように設計されている。マツダは、荷室の高さと長さはアウトドアアイテムを積載して固定するのに理想的、と自負する。ボディカラーにはジルコンサンドやトランキリティブルー、内装色にはテラコッタなど、新しいカラーオプションを設定している。

## パワートレイン
CX-50では、ドライバーがオンロードとオフロードで自信を持って走行できるように、マツダらしい自然な走行フィールを強化した。最新の「i-ACTIV AWD」テクノロジーと改良新型『CX-5』にも採用された「マツダ・インテリジェント・ドライブセレクト（Mi-Drive）」が標準装備される。ドライブモードはMi-Driveのスイッチで選択でき、オフロード走行やキャンピングカーなどの牽引など、さまざまな条件において、ドライバーを支援する。
米国発売時、エンジンは2.5 L直列4気筒自然吸気ガソリンの「SKYACTIV-G 2.5」と、2.5 L直列4気筒ガソリンターボ「SKYACTIV-G 2.5T」の2種類が用意される。今回発表されたスペックでは、SKYACTIV-G 2.5は最大出力187hp、最大トルク25.7kgmを発生する。ターボのSKYACTIV-G 2.5Tは最大出力256hp、最大トルク44.3kgmを引き出す。両エンジンともに、トランスミッションは6速ATを組み合わせた。ターボモデルにはパドルシフトが付く。
中国ではトヨタ・A25A-FXSを搭載したハイブリッド車が発売され、のちにアメリカにも導入された。ハイブリッド車にはトヨタ製e-AWDが搭載され、トランスミッションもE-CVTが使用される。

## グレード構成
SKYACTIV-G2.5搭載車では、「2.5 S」、「2.5 S Select」、「2.5 S Preferred」、「Preferred Plus」、「2.5 S Premium」、「2.5 S Premium Plus」が用意される。価格は2万6800米ドル（約308万円）から3万6400米ドル（約419万円）の設定。
SKYACTIV-G2.5T搭載車では、「2.5 Turbo」、「2.5 Turbo Premium」、「2.5 Turbo Premium Plus」が用意される。価格は3万6400米ドル（約419万円）から4万1550米ドル（約478万円）である。

## 年表
2021年10月7日
マツダは2022年以降のクロスオーバーSUVの商品計画を公表し、その一環としてCX-50を導入することを発表。
2021年11月16日
オンラインイベントにて世界初公開。
2022年1月18日
量産を開始。
2022年2月22日
グレード等の詳細を発表。
2022年4月
販売を開始。
2022年12月15日
長安マツダが中国に導入すると発表。広州モーターショーで実車を披露。